# Brunete
Brunete – miasto w Hiszpanii, we wspólnocie autonomicznej Madryt, 28 km na południowy zachód od Madrytu. 
W lipcu 1937 miasto oraz jego okolice było terenem ważnej bitwy w czasie wojny domowej w Hiszpanii. Bitwa ta, stanowiąca element planowanego pierwszego przeciwuderzenia strategicznego wojsk republikańskich, zakończyła się strategicznym zwycięstwem walczących z nimi wojsk narodowych.